# Ruth Leiserowitz

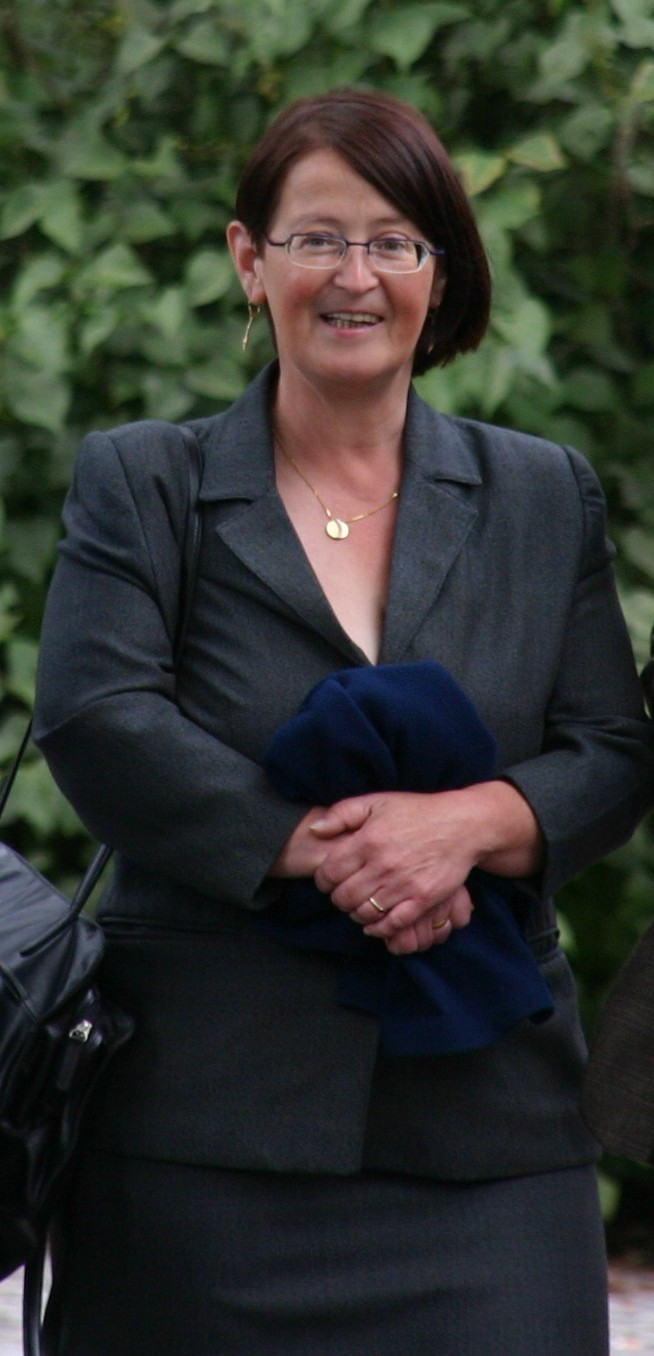
Ruth Leiserowitz

Ruth Leiserowitz z domu Kibelka (ur. 25 grudnia 1958 w Prenzlau) – niemiecka historyk specjalizująca się w historii Prus Wschodnich, dziejach polsko-niemiecko-litewskiego pogranicza, a także historii Żydów niemieckich.

## Życiorys
W latach 1965–1975 kształciła się w szkole technicznej w Löwenberg w Marchii, następnie zaś w katolickiej szkole średniej w Potsdam-Herrmannswerder (1975–1978). Od 1978 do 1981 była zatrudniona w Bibliotece Państwowej NRD w Berlinie, następnie zaś w Aufbau-Verlag w Berlinie (1982–1986). Od 1986 do 1990 pracowała jako tłumaczka języków polskiego i litewskiego. W latach 1990–1993 była korespondentką prasy i radia niemieckiego w krajach bałtyckich. Od 1990 do 1996 studiowała historię i filologię polską na uniwersytetach w Berlinie i Wilnie. W roku 1996/1997 była stypendystką Ministerstwa Spraw Wewnętrznych RFN. W 1997 obroniła pracę doktorską pod tytułem „Die deutsche Bevölkerung zwischen Anpassung und Ausweisung nördlich und südlich der Memel 1945-1948” (pol. „Ludność niemiecka na północ i południe Niemna w latach 1945–1948. Między przystosowaniem a wysiedleniem”). Od 1996 do 1999 była pracownikiem naukowym Centrum Kulturalnego im. Thomasa Manna w Nidzie na Litwie. Od 1996 do 2001 pracowała w Centrum Badawczym Historii Prus i Litwy Zachodniej na Uniwersytecie Kłajpedzkim. Od 2001 do 2003 była pracownikiem naukowym w Katedrze Historii Współczesnej na Uniwersytecie Humboldta w Berlinie, pracowała nad projektem „Erfahrungen von Grenze und Ausgrenzung. Juden in Ostpreußen 1812-1942”.
W 2006 obroniła pracę habilitacyjną pod kierunkiem Heinricha Augusta Winklera pod tytułem „Grenzerfahrungen. Jüdische Perspektiven einer preußischen Peripherie”. W latach 2006–2007 była profesorem gościnnym na Uniwersytecie Witolda Wielkiego. W październiku 2009 objęła funkcję zastępcy dyrektora Niemieckiego Instytutu Historycznego w Warszawie.
Jest członkiem Niemieckiego Związku Uczelni Wyższych (Deutscher Hochschulverband, DHV), Związku Historyków Europy Wschodniej (Verband der Osteuropahistorikerinnen und –historiker e.V., VOH), Komisji Historycznej ds. Badań nad Prusami Wschodnimi i Zachodnimi, a także Bałtyckiej Komisji Historycznej (Baltische Historische Kommission, BHK). Zasiada w kolegium redakcyjnym pisma naukowego „Acta Historica Universitatis Klaipedensis”.
Zamężna, ma dwoje dzieci.

## Wybrane publikacje
- Wolfskinder. Grenzgänger an der Memel. Berlin 1996.
- Ostpreußens Schicksalsjahre 1944–1948. Berlin 2000.
- Vilko vaikai, Vilnius 2001.
- Ostpreußens Schicksalsjahre 1944-1948, Aufbau-Verlag, Berlin 2001.
- Memellandbuch. Fünf Jahrzehnte Nachkriegsgeschichte, Berlin 2002.
- Von Ostpreussen nach Kyritz. Wolfskinder im Land Brandenburg, Potsdam 2003.
- Sabattleuchter und Kriegerverein. Juden in der ostpreußisch-litauischen Grenzregion 1812-1942, Osnabrück 2010.